# Дикунство
Дикунство — термін, яким американський етнограф Л. Г. Морган позначив найдавніший період історії первісного суспільства. Термін має сенс в рамках теорій соціальної еволюції, які мають на увазі послідовний і лінійний розвиток людських спільнот. Сучасна термінологія оперує поняттями «первісна культура», «палеоліт», «мезоліт», «неоліт» та іншими. Разом з тим ключові еволюційні ознаки, виділені Морганом, як і раніше визначають різні антропологічні періоди розвитку людини. Так, виникнення гончарної справи є однією з ознак переходу від палеоліту до неоліту, а освоєння рибної ловлі є ознакою пізнього палеоліту.